# 10 mars 2019
Le dimanche 10 mars 2019 est le 69e jour de l'année 2019.

## Décès
Par ordre alphabétique.

## Événements
- élections législatives en Guinée-Bissau ;
- élections législatives en Corée du Nord ;
- Le vol 302 Ethiopian Airlines s'écrase en Éthiopie ;
- Mohammad Shtayyeh (Fatah) est nommé Premier ministre de l'Autorité palestinienne[1].